# Olof Palme (historiker)
Olof Palme, född 21 september 1884 i Borgå, Finland, död 3 april 1918 i Tammerfors var en svensk historiker och organisatör av svenska frivilliginsatser i finska inbördeskriget. Han var en av initiativtagarna till Svenska brigaden och stupade i strid mot De röda vid Slaget om Tammerfors.

## Biografi

### Uppväxt och utbildning
Enligt en vän företedde hans liv under barndomen och ynglingaåren flera drag som är typiska för den brådmognes utveckling. Eftersom han var intellektuellt längre hunnen än sina jämnåriga kom han att gå rätt mycket för sig själv. Denna relativa isolering gav hans "medfödda" självständighet näring, men gjorde honom samtidigt världsfrämmande i många stycken. Därför kom han trots sitt goda huvud att förefalla barnslig och överspänd.
Palme gick i skolan först i Djursholm, sedan i Stockholm. När han blev student vid Uppsala universitet torde det inte ha varit så lätt för honom att välja studium och levnadsbana. Som pojke ville han bli arkeolog, men stannade för historikerbanan. Olof Palme avlade filosofie licentiatexamen vid Uppsala universitet 1908 (för Harald Hjärne), varefter han ägnade sig åt forskningar bland annat rörande Karl XI:s tid  och staden Sigtunas forntid (där han även deltog i utgrävningar).  Det arkeologiska museet Sigtuna Fornhem, numera kallat Sigtuna museum, är hans skapelse. Han skrev även en släkthistorik.

### Finska inbördeskriget
Palme var en av organisatörerna bakom Svenska Brigaden, en frivilligkår som sändes till Finland för att delta i inbördeskriget mellan de vita och röda. Oron för en revolutionär omstörtning och bolsjevismens spridning från Petrograd till Finland fanns i breda lager. Liksom andra på den aktivistiska högerkanten i Sverige var Palme bitter över att den svenska regeringen bibehöll sin neutralitet, även om officerare tilläts ta tjänst på den vita sidan. 
Olof Palme hade en nedlåtande syn på den finsktalande majoriteten i Finland, och ansåg att Finland måste återgå till Sverige för att den civiliserande svenska kulturen inte skulle gå under, vilket man kan läsa om i skriften Finland! från 1917, som han skrev under pseudonymen Proteus.
| ”                                       | Röster finnas, som ordat för ett oafhängigt Finland. Det är goda svenska röster kanske, men dock svenskars, som om Finlands villkor äga ringa eller ingen kunskap. De veta icke, att i ett oafhängigt Finland ginge den svenska odlingen till säker undergång. Den finska stammen skulle, fullständigt öfvermäktig som den är, ej längre tåla något svenskt i Finland. I hvarje finne gömns, trots seklers odling, en bit barbar, som ännu länge tarfvar, liksom hittills, vård och tuktan. Finnar själfva, alla bättre andar bland dem, veta detta. | „ |
| – Till minnet af Olof Palme 1918, s. 36 | |   |

Palme stupade vid stormningen av Tammerfors den 3 april 1918 och är gravsatt vid Mariakyrkan i Sigtuna. Hans far direktör Sven Palme berättar om sin resa till platsen där hans son stupade:
| ”                              | Så följde vi Brigadens marsch i tidigaste morgontimmarna den 3 april, vi gingo ned i grusgropen öster om kyrkogården, där Ausfeld med Brigaden avvaktade anfallsorder, och vi följde sedan den lilla truppens väg till den andra grusgropen. Väl erinrade vi oss därvid den goda och förtröstandsfulla, nästan glada stämning, som lär ha rått inom Brigaden inför den väntade striden. Vi arbetade oss upp ur den djupa gropen, och kommo upp på platån mellan sjukhuset till vänster och begravningsplatsen till höger. Rätt framför oss låg trädgårdsmästarebostället. Senhöstens vind svepte omkring oss, liksom den kalla vårmorgonens vind hade mött Brigaden några månader tidigare. Ett tunt snölager täckte nu som då marken. Det var samma bild, som hade mött Svenska brigaden, när den vid 6-tiden på morgonen med frejdigt mod stormade fram på det fält, där så många tappre män skulle drabbas av döden. | „ |
| – Svenska brigaden 1932, s. 52 | |   |

Olof Palme var den förste, som anmälde sitt deltagande i Brigaden. Men han saknade militär erfarenhet, vilket säkert bidrog till att han stupade, troligen utan att ha hunnit avlossa ett enda skott. Det var blott tre dagar innan de vita segrade i Tammerfors.
Som en krigshjälte jordfästes Palme i Uppsala domkyrka av ärkebiskop Nathan Söderblom.

## Familj
Olof Palme var son till den svenske riksdagsledamoten och direktören Sven Palme och finlandssvenska friherrinnan och debattören Hanna von Born. Han gifte sig med Ola Tenow, med vilken han fick fem barn, varav det sista föddes efter att Palme själv stupat. Bland sönerna märks historikern Sven Ulric Palme, konsthistorikern Per Palme och ämbetsmannen Rutger Palme. 
Palme var äldre bror till Nils Palme och Gunnar Palme, och därigenom farbror till statsminister Olof Palme.

### Redaktörskap
- Sigtuna stads privilegier / [utgivna av] Olof Palme. Källor till Sigtuna stads och Sigtunabygdens historia ; 1. Sigtuna. 1914. Libris 420235